# Cybaeodes
Cybaeodes is een geslacht van spinnen uit de familie bodemzakspinnen (Liocranidae).

## Soorten
De volgende soorten zijn bij het geslacht ingedeeld: 
- Cybaeodes alicatai Platnick & Di Franco, 1992
- Cybaeodes avolensis Platnick & Di Franco, 1992
- Cybaeodes carusoi Platnick & Di Franco, 1992
- Cybaeodes dosaguas Ribera & De Mas, 2015
- Cybaeodes indalo Ribera & De Mas, 2015
- Cybaeodes liocraninus (Simon, 1913)
- Cybaeodes madidus Simon, 1914
- Cybaeodes magnus Ribera & De Mas, 2015
- Cybaeodes mallorcensis Wunderlich, 2008
- Cybaeodes marinae Di Franco, 1989
- Cybaeodes molara (Roewer, 1960)
- Cybaeodes sardus Platnick & Di Franco, 1992
- Cybaeodes testaceus Simon, 1878
- Cybaeodes gardinii Trotta, 2024